# Kampioenschap van Zürich 2004
Het Kampioenschap van Zürich 2004 was de 91ste editie van deze wielerkoers (ook wel bekend als Züri-Metzgete) en werd verreden op 22 augustus, in en rond Zürich, Zwitserland. De koers was 241 kilometer lang en maakte deel uit van de wereldbeker. Aan de start stonden 172 renners, van wie 95 de finish bereikten.

## Uitslag
| Kampioenschap van Zürich 2004 |                      |                        |            |
| Plaats                        | Naam                 | Ploeg                  | Tijd       |
| Winnaar                       | Juan Antonio Flecha  | Fassa Bortolo          | 6u 13' 30" |
| 2                             | Paolo Bettini        | Quick Step             | z.t.       |
| 3                             | Jérôme Pineau        | Brioches La Boulangère | z.t.       |
| 4                             | Dmitri Fofonov       | Cofidis                | z.t.       |
| 5                             | Michael Albasini     | Phonak                 | z.t.       |
| 6                             | Davide Rebellin      | Gerolsteiner           | z.t.       |
| 7                             | Michael Barry        | US Postal              | z.t.       |
| 8                             | George Hincapie      | US Postal              | + 0' 11"   |
| 9                             | Óscar Freire         | Rabobank               | z.t.       |
| 10                            | Massimiliano Gentili | Domina Vacanze         | z.t.       |
|                               |                      |                        |            |
| 12                            | Rik Verbrugghe       | Lotto-Domo             | z.t.       |
| 32                            | Erik Dekker          | Rabobank               | + 0' 11"   |